# 伊冯·冈萨雷斯·罗杰斯
伊馮·岡薩雷斯·羅傑斯（英語：Yvonne Gonzalez Rogers，1965年2月1日—）是美國加利福尼亞北區聯邦地區法院的一名聯邦法官。

## 早年境況
1965年2月1日，伊馮·岡薩雷斯·羅傑斯出生於美國德克薩斯州的休士頓；她出生時的名字為瑪麗亞·伊馮·岡薩雷斯（Maria Yvonne Gonzalez）。 1987年，羅傑斯從普林斯頓大學獲文學士學位；1991年，她又從德克薩斯大學奧斯汀分校獲得法律博士學位。

## 職業生涯

### 職業早期
從1991年到2003年，伊馮·岡薩雷斯·羅傑斯在加利福尼亞州舊金山的庫利與格維德律師事務所擔任私人執業的訴訟律師；並且她還在1999年到2001年期間成為該事務所的股權合夥人。
2005年到2007年，羅傑斯成為加利福尼亞州阿拉米達縣民事大陪審團成員，並於2006年至2007年期間擔任首席陪審員。

### 州法官時期
2007年至2008年期間，伊馮·岡薩雷斯·羅傑斯在加利福尼亞州阿拉米達縣出任臨時法官。
2008年，時任加利福尼亞州州長的共和黨人阿諾·史瓦辛格任命民主黨出身的羅傑斯為阿拉米達縣高級法院法官，以取代卡洛斯·伊諾斯特羅薩（Carlos G. Ynostroza）法官的職位。

### 聯邦法官時期
2011年5月4日，時任美國總統的巴拉克·歐巴馬提名伊馮·岡薩雷斯·羅傑斯出任加利福尼亞北區聯邦地區法院的聯邦法官；該法官席位由沃恩·沃克在2010年年底退休時空出。 隨後，美國參議院於2011年11月15日以“89:6”的投票結果通過了對她的任命。 她於2011年11月21日獲得委任。伊馮·岡薩雷斯·羅傑斯是第一位在加利福尼亞州北區擔任聯邦法官的拉丁裔法官。
伊馮·岡薩雷斯·羅傑斯審理了諸多針對蘋果公司的訴訟。2012年，羅傑斯以“偏見”為由駁回了針對蘋果公司的集體訴訟並支持了其辯護理由——“伊利諾伊磚業公司訴伊利諾伊州案（美國法典第431编 § 第720節）”中的“伊利諾伊磚業原則（Illinois Brick doctrine）”，即因為只有應用程序的開發者受到蘋果政策的損害，所以消費者沒有代表著開發者發起訴訟的法定資格。法院特別指出，蘋果公司所收取的30%費用是“獨立的軟件開發商轉嫁給消費者的成本”。 美國聯邦第九巡迴上訴法院推翻了羅傑斯的裁決，而上訴法院在“蘋果公司訴佩珀案”中的裁決也得到了美國最高法院的支持。
2014年12月，羅傑斯主持陪審團就蘋果公司在iTunes上的“數字版權管理”措施違反了反壟斷法進行裁決；而在同年12月16日的裁決裡，最終結果有利於蘋果公司。
伊馮·岡薩雷斯·羅傑斯是“Epic Games訴蘋果公司案”的初審法官。 2020年8月24日，羅傑斯發佈一項命令，對Epic的虛幻引擎頒布了臨時限制令。因為她發現終止Epic的開發者賬戶可能會導致無法“保存所有依賴該引擎的第三方開發者的項目，這些項目可能會由於無法獲得支持而被擱置。”但是，羅傑斯拒絕給予Epic自身的應用程序，例如《堡壘之夜》，給予臨時限制令；理由是Epic目前的困境“似乎是自找的”。

## 知名活動
2000年10月，伊馮·岡薩雷斯·羅傑斯當選為美國法律協會成員；並與2010年5月獲選為美國法律協會事務委員會成員。目前，羅傑斯還擔任美國法律協會成員資格委員會主席，並且她還是“選舉法原則：爭議解決”項目的顧問。

## 個人生活
伊馮·岡薩雷斯·羅傑斯的丈夫馬修·羅傑斯（Matthew C. Rogers）曾在奧巴馬政府擔任過職務；目前夫婦倆居住在加利福尼亞州的皮蒙特。

## 外部鏈接
- 伊馮·岡薩雷斯·羅傑斯 （页面存档备份，存于）在聯邦司法中心（英语：Federal Judicial Center）的聯邦法官傳記名錄（英语：Biographical Directory of Federal Judges）網站上（英文）
- 伊馮·岡薩雷斯·羅傑斯 （页面存档备份，存于）在美國政治百科（英语：Ballotpedia）網站上（英文）

| 司法职务           | 司法职务                                       | 司法职务 |
| ------------------ | ---------------------------------------------- | -------- |
| 前任者： 沃恩·沃克 | 美國加利福尼亞北區聯邦地區法院法官 2011年–迄今 | 現任     |